# John Bunyan Johansson
John Bunyan Johansson, egentligen Johan Johansson, född 1888, död 1965, var en plåtslagare och amatörarkeolog. Han kom att göra flera viktiga upptäckter och arbeten i Göteborgstrakten.
Han kom att hitta okända fornlämningar som han uppmärksammade Göteborgs stadsmuseum på och museet anses haft stora nytta av hans arbete. Johansson kom också att tydligt märka ut var han hittat fynden på kartor. Till vardags arbetade han som plåtslagare (bleckslagare) i Backa. 1942 överlämnade han 13 000 fornfynd till Göteborgs stadsmuseum. Chefen för Göteborgs arkeologiska museum Carl-Axel Moberg konstaterade 1965 att Bunyan gjort ett stort och målmedvetet arbete med stor hängivenhet. Utan hans insats skulle kunskaperna varit väsentligt mindre.
1957 mottog han Göteborgs stads förtjänsttecken. 1958 mottog han en silverplakett för sin forskargärning av Göteborgs museum. Han har gett namn åt John Bunyans väg[källa behövs] på Hisingen i Göteborg.